# Jack Mullaney
Jack Mullaney, pseudonimo di John Joseph Mullaney Jr. (Pittsburgh, 18 settembre 1929 – Woodland Hills, 27 giugno 1982), è stato un attore statunitense.

## Biografia
Dai primi anni '40 visse nel quartiere di Oakley a Cincinnati, in Ohio. Durante la Guerra di Corea combatté nella United States Army, e dopo gli studi di recitazione al Greenwich Village a New York City debuttò come attore televisivo nel 1954 e sul grande schermo tre anni dopo con il film Colpevole innocente.
Sul piccolo schermo i ruoli che gli diedero la popolarità furono quelli del fattorino d'albergo Johnny Wallace in The Ann Sothern Show (1958–1962), il sottotenente di vascello Rex St. John in Ensign O'Toole, trasmesso dalla NBC (1962–1963), il dottor Peter Robinson in My Living Doll (1964–1965) ed Hector Canfield nella serie del genere commedia fantascientifica It's About Time (1966–1967). Nel film del 1958 South Pacific, tratto dal musical di successo di Rodgers e Hammerstein, interpretò un personaggio chiamato confidenzialmente "Il Professore". Nel 1964 apparve in un piccolo, ma importante, ruolo nel film Sette giorni a maggio, e recitò tra il 1965 e il 1966 in due film accanto ad Elvis Presley.
Nel 1972 interpretò uno dei ruoli principali, quello di Walter, nella serie televisiva canadese George, ambientata in Svizzera e basata sul film omonimo dello stesso anno. Nel giugno del 1982 Mullaney muore al Motion Picture and Television Country House and Hospital, dopo aver subìto due attacchi cardiaci, all'età di 51 anni. Essendo celibe, una delle sorelle fu nominata erede del patrimonio. Venne sepolto al Gate of Heaven Cemetery di Montgomery, nell'Ohio.

## Filmografia

### Cinema
- Colpevole innocente (The Young Stranger), regia di John Frankenheimer (1957)
- I clandestini della frontiera (The Vintage), regia di Jeffrey Hayden (1957)
- Baciala per me (Kiss Them for Me), regia di Stanley Donen (1957)
- South Pacific, regia di Joshua Logan (1958)
- I giovani cannibali (All the Fine Young Cannibals), regia di Michael Anderson (1960)
- Un professore fra le nuvole (The Absent-Minded Professor), regia di Robert Stevenson (1961)
- Per favore non toccate le palline (The Honeymoon Machine), regia di Richard Thorpe (1961)
- Sette giorni a maggio (Seven Days in May), regia di John Frankenheimer (1964)
- Per un pugno di donne (Tickle Me), regia di Norman Taurog (1965)
- Dr. Goldfoot e il nostro agente 00¼ (Dr. Goldfoot and the Bikini Machine), regia di Norman Taurog (1965)
- Voglio sposarle tutte (Spinout), regia di Norman Taurog (1966)
- Il piccolo grande uomo (Little Big Man), regia di Arthur Penn (1970)
- Amore e odio (Love Hate Love), regia di George McCowan (1971) – film tv
- Dimmi, dove ti fa male? (Where Does It Hurt?), regia di Rod Amateau (1972)
- Quando le leggende muoiono (When the Legends Die), regia di Stuart Millar (1972)
- George, regia di Wallace C. Bennett (1972) – film tv
- E io mi gioco la bambina (Little Miss Marker), regia di Walter Bernstein (1980)

### Televisione
- Goodyear Television Playhouse – serie TV, un episodio (1954)
- The United States Steel Hour – serie TV, un episodio (1955)
- The Phil Silvers Show – serie TV, un episodio (1955)
- Robert Montgomery Presents – serie TV, 4 episodi (1955-1956)
- Studio One – serie TV, 3 episodi (1955-1958)
- Playwrights '56 – serie TV, un episodio (1956)
- Schlitz Playhouse of Stars – serie TV, un episodio (1956)
- Jane Wyman Presents The Fireside Theatre – serie TV, un episodio (1956)
- Alfred Hitchcock presenta (Alfred Hitchcock Presents) – serie TV, 4 episodi (1956-1957)
- Playhouse 90 – serie TV, 3 episodi (1956-1959)
- Studio 57 – serie TV, un episodio (1957)
- Men of Annapolis – serie TV, episodi 1x20-1x22 (1957)
- L'uomo ombra (The Thin Man) – serie TV, episodio 1x35 (1958)
- The Ann Sothern Show – serie TV, 24 episodi (1958-1959)
- Il tenente Ballinger (M Squad) – serie TV, un episodio (1959)
- Alcoa Presents: One Step Beyond – serie TV, un episodio (1960)
- The Barbara Stanwyck Show – serie TV, un episodio (1960)
- Outlaws – serie TV, episodio 1x06 (1960)
- June Allyson Show (The DuPont Show with June Allyson) – serie TV, episodi 2x08-2x26 (1960-1961)
- The Law and Mr. Jones – serie TV, un episodio (1961)
- The Many Loves of Dobie Gillis – serie TV, un episodio (1961)
- Thriller – serie TV, episodio 1x34 (1961)
- General Electric Theater – serie TV, episodio 10x08 (1961)
- The Joey Bishop Show – serie TV, 2 episodi (1961-1962)
- Saint & Sinners – serie TV, un episodio (1962)
- Ensign O'Toole – serie TV, 32 episodi (1962-1963)
- Grindl – serie TV, un episodio (1963)
- My Living Doll – serie TV, 16 episodi (1964-1965)
- It's About Time – serie TV, 26 episodi (1966-1967)
- Quella strana ragazza (That Girl) – serie TV, un episodio (1969)
- Love, American Style – serie TV, 2 episodi (1971-1972)
- George – serie TV, 26 episodi (1972)
- Harry O – serie TV, 2 episodi (1974-1976)
- Big John, Little John – serie TV, un episodio (1976)

## Doppiatori italiani
Nelle versioni italiane dei suoi film, Jack Mullaney è stato doppiato da:
- Sergio Tedesco in Per favore non toccate le palline
- Cesare Barbetti in Sette giorni a maggio
- Oreste Lionello in Per un pugno di donne
- Gianfranco Bellini in Voglio sposarle tutte
- Teo Bellia in Un professore fra le nuvole (ridoppiaggio)